# Meloria (Schiff)
Die Meloria ist ein Schwimmkran der in Livorno beheimateten Neri Group, die außer allen Arten von Schleppdiensten auch Bergungseinsätze durchführt und dafür verschiedene Spezialschiffe besitzt.

## Beschreibung
Die Meloria-Plattform dient als universelle Arbeitsplattform; sie ist mit einem Podest-Gittermastkran ausgestattet und verfügt über eine Arbeitsfläche von circa 400 m² sowie über Quartiere für die Besatzung und die erforderlichen Generatoren und Pumpen zum Betrieb der Plattform. Wie bei Kranplattformen üblich, verfügt die Meloria nicht über einen eigenen Antrieb, sondern wird von Schleppern zum Einsatzort bewegt.

## Name
Benannt ist das Fahrzeug nach der kleinen Insel Meloria, die direkt vor dem Heimathafen Livorno liegt.

## Ereignisse
Die Arbeitsplattform Meloria wurde im Jahr 2012 bei der Leerung der Treibstofftanks der havarierten Costa Concordia eingesetzt. Der Eigner der Costa Concordia, Costa Crociere, hatte die holländische Smit Internationale sowie die Neri Group mit der Leerung der Tanks beauftragt.